# Ulrich Geisser
Ulrich Geisser (Altstätten, 10 agosto 1824 – Torino, 7 dicembre 1894) è stato un banchiere svizzero, protagonista di primo piano dell'economia italiana dell'Ottocento. La sua splendida carriera, iniziata come semplice impiegato di una piccola società finanziaria e giunta a farlo diventare uno dei più ricchi e importanti banchieri della penisola, ha fatto da modello per intere generazioni di imprenditori.

## Biografia
Originario del cantone svizzero di San Gallo, nasce in una famiglia di condizioni modeste. Compiuti gli studi e laureatosi in economia viene assunto come contabile in una piccola ditta di spedizioni di Losanna. Dopo circa tre anni si trasferisce a Torino, dove nel 1849 viene assunto dalla Bolmida e C. di Luigi e Vincenzo Bolmida, due banchieri privati attivi nell'industria della seta al momento in forte ascesa. Attraverso i loro buoni uffici il Geisser viene presentato a Cavour, che gli dà inizialmente il modesto incarico di tradurre dal tedesco alcuni articoli destinati al suo periodico, Il Risorgimento, del quale gli affida di li a poco anche la contabilità.
Nel corso del suo lungo apprendistato, traducendo articoli e firmando bilanci, si applica con diligenza allo studio di francese e inglese, facendosi al contempo notare per il suo attaccamento al lavoro e per le indubbie capacità tecniche nel campo economico. Queste sue qualità, unite a una buona dose di ambizione, lo portano a una lenta scalata negli incarichi verso posti di prestigio sempre maggiore e fino a entrare nella segreteria personale di Vincenzo Bolmida. È quest'ultimo a imporlo alla presidenza della società bancaria alla morte di suo fratello Luigi (1856). Contro il parere del consiglio di amministrazione e dello stesso Bolmida Geisser accetta di finanziare la riapertura delle miniere di Saint-Marcel, in Valle d'Aosta, dalle quali Cavour sperava di ricavare una sufficiente quantità di rame per la marina italiana. L'operazione, come pure era stato previsto, non da i frutti auspicati, ma tanto basta per ingraziarsi ancora di più il Cavour, che pure ricambia il finanziamento (e la perdita economica), con alcuni grandi appalti per forniture alla marina e all'esercito.
Ormai in piena ascesa nel 1860 il Geisser lascia il Banco Bolmida e fonda una propria impresa, la Geisser & Monnet, che si ingrazia da subito i favori di Giuseppe Garibaldi col finanziamento del sarto incaricato di fornirgli le divise. Con una lunga esperienza ai vertici di due banche e frequenti rapporti coi Rothschild, coi quali conferiva in veste di membro del consiglio di reggenza della Banca Nazionale degli Stati Sardi (prossima a trasformarsi in Banca Nazionale del Regno d'Italia), nel 1865 fonda una propria impresa, la Geisser & C., destinata a diventare la società capofila del suo impero finanziario. Grande azionista della Società Italiana per le strade ferrate meridionali, del Credito Mobiliare, della Banca Agricola di Firenze e di molte altre imprese, infatti, il banchiere elvetico inizia la costruzione di una vera e propria holding formata da una società madre e da una miriade di piccole e grandi imprese (società, banche, fondazioni, etc), da essa dipendenti, destinata a controllare una fetta importante dell'economia del neonato Regno d'Italia, in particolare nel promettente settore dell'edilizia.
Nelle Ferrovie Meridionali e nel Credito Mobiliare, del resto, c'è una consistente partecipazione di capitali toscani, e non è certamente difficile farsi spazio a Firenze nel suo periodo di capitale d'Italia. Spazio che il Geisser si ritaglia salvando dal fallimento l'importantissima Società di Credito Immobiliare dei Comuni e delle Province, impegnata non soltanto nell'edilizia ma anche in opere di bonifica e di miglioramento della rete stradale. Questo salvataggio gli vale la riconoscenza e la collaborazione di Giovanni Servadio, attraverso il quale Geisser entra nel 1872 nel consiglio di amministrazione del Banco di sconto e sete di Torino, del quale si assicura una influente quota del pacchetto azionario.
Grazie all'appoggio dei Rotschild, che avevano appoggiato l'unione della Cassa di Sconto col Banco Sete, ne diventa presidente per inserirsi, attraverso il controllo della Banca Tiberina, nel milionario giro di appalti per il risanamento di Roma, da poco diventata capitale. Per assicurarsi quanto possibile dei 50 milioni di lire stanziati allo scopo Geisser invia a Roma l'ing. Giovanbattista Marotti, suo collaboratore da diversi anni e rinomato professionista nel campo delle costruzioni ferroviarie. Attraverso la Banca di Torino viene costituita la Società italiana di lavori pubblici e acquistato un consistente pacchetto di azioni di una società romana, la Impresa dell'Esquilino. Con l'abilità che lo aveva portato a godere dei favori di Geisser l'ing. Marotti, entrato in società con Luigi Frontini e che di suo acquista grandi appezzamenti di terreno da rivendere come aree fabbricabili, rileva la concessione per il quartiere di Testaccio, si assicura la costruzione del palazzo di giustizia ed appalti per svariati milioni relativi a nuove costruzioni e risanamento.
Coi medesimi soci Geisser scende in campo anche a Milano (costruzione di nuovi quartieri a ridosso della stazione centrale), e a Napoli (risanamento e costruzione del quartiere orientale). Nel capoluogo partenopeo fonda anche una Società Napoletana di costruzioni.
Se per Marotti l'avventura romana si rivela finanziariamente lucrosa, non altrettanto avviene per il banchiere svizzero. La speculazione operata su Roma e Napoli segna anzi l'avvio della sua fase discendente a causa della crisi del mercato immobiliare e di molte banche controllate. Per meglio predisporre i consigli di amministrazione, infatti, Geisser si era esposto personalmente, attraverso la Geisser & C., nella citata Banca Tiberina, nella Compagnia fondiaria italiana (della quale possedeva il 13% delle azioni), nella Banca Italo-Germanica (22%), nella Società di Credito Meridionale (16%), e nella Società di compravendita di terreni, costruzioni e opere pubbliche, per un totale di oltre 8 milioni di lire dell'epoca. Dopo un periodo di alti e bassi sapientemente governati il colpo definitivo arriva nel 1884.
Dopo averla abbandonata nel 1876, a seguito delle prime avvisaglie della crisi, Geisser tenta il tutto per tutto tornando nella Compagnia Fondiaria con una quota di proprietà maggiorata. Le mire erano sugli appalti per la costruzione della prima stazione di Trastevere e per il risanamento e l'ampliamento del rione, ma la crisi del settore immobiliare era ormai sul punto di esplodere, trascinando con sé le centinaia di milioni più o meno imprudentemente investiti dalle banche, a loro volta alle prese con la grande depressione europea di fine ottocento.
Geisser vide andare in fumo in breve tempo oltre 30 milioni di lire e chiese un intervento di salvataggio alla Banca Nazionale del Regno d'Italia, della quale era ancora membro del consiglio superiore. In evidente conflitto d'interessi (come quando aveva conquistato la Banca Tiberina), ottenne un'apertura di credito di 10 milioni garantita con una miriade di pesantissime ipoteche su proprietà, immobili costruiti e cantieri. La pur robusta iniezione di liquidità non valse a risolvere i problemi, ma per ottenere un'ulteriore apertura (altri 21 milioni), venne costretto a dare le dimissioni. A causa di una bolla immobiliare ben lungi dallo scomparire il valore delle ipoteche si rivelò alla lunga superiore a quello dei beni ipotecati, e non potendo ulteriormente far fronte alla situazione, ormai esposto per quasi il doppio di quanto possiede, evita il fallimento con l'avvio della procedura di liquidazione della Geisser & C, procedura che prende il via nel 1894 e sarà conclusa da suo figlio Albert nel 1904.
Oltre ad un patrimonio personale tenuto al riparo al Geisser rimase una manifattura della seta a suo tempo rilevata dai fratelli Bormida, che continuò a dirigere fino alla sua scomparsa all'età di 70 anni. Dal 1858 alla morte, inoltre, fu console generale onorario della Svizzera.